# Alain Blanchard
Alain Blanchard (nacido en el siglo XIV, ejecutado en Ruan en 1419) fue el Comandante del cuerpo de ballesteros de Ruan  y segundo al mando de Guy Lebouteiller durante la guerra de los Cien Años. 
Sirvió en la defensa de la ciudad durante su asedio por el rey Enrique V de Inglaterra. Su costumbre de colgar cautivos ingleses de las murallas de la ciudad provocó la ira del ejército inglés. Cuando la ciudad capituló el 20 de enero de 1419 Enrique exigió que tres notables habitantes se rindieran y aceptaran ser decapitados. Uno de ellos era Alain Blanchard.

## En literatura
Como un símbolo de la resistencia del poder inglés en Francia, Blanchard se convirtió en una figura heroica en la literatura francesa. Se representa como un héroe en una tragedia de Antoine Viellard acabada en 1793, de otra obra de Alexandre Dupias, presentada en 1826 y de un drama musical de Ruféville con música de Adrien Boïeldieu, hijo del compositor más conocido François-Adrien Boïeldieu. También aparece en dos poemas de Auguste Thorel de Saint-Martin (1815) y Émile Coquatrix (1847) y de una historia por P. Dumesnil (1849).